# Municipio de Franklin (condado de Somerset)
El municipio de Franklin (en inglés: Franklin Township) es un municipio ubicado en el condado de Somerset en el estado estadounidense de Nueva Jersey. En el año 2010 tenía una población de 62,300 habitantes y una densidad poblacional de 514 personas por km².

## Geografía
El municipio de Franklin se encuentra ubicado en las coordenadas 40°29′38″N 74°31′1″O / 40.49389, -74.51694.

## Demografía
Según la Oficina del Censo en 2000 los ingresos medios por hogar en el municipio eran de $67,923 y los ingresos medios por familia eran $78,177. Los hombres tenían unos ingresos medios de $52,351 frente a los $41,101 para las mujeres. La renta per cápita para la localidad era de $31,209. Alrededor del 5.1% de la población estaba por debajo del umbral de pobreza.